# H.R.
ポール・D・ハドソン（1956年2月11日 - ）は、H.R.（Human Rights）という芸名で知られるアメリカのミュージシャンで、ハードコア・パンクバンド、バッド・ブレインズのリーダーを務め、このジャンルの発展に大きく貢献した人物である。彼のボーカルは、鼻にかかるような早口の叫び声から、野性的な唸り声や金切り声、そして滑らかでクルーンに近い歌声やスタッカートのレゲエ・ライムまで、実に多彩であると評されている。彼は定期的にバンドを離れ、バッド・ブレインズのパンクサウンドよりもレゲエの影響を受けたソロ活動を行っています。彼はバッド・ブレインズのドラマー、アール・ハドソンの兄である。

## 生い立ち
H.R.はイギリスのリバプールで、ジャマイカ人の母と、イギリスに駐留していたアメリカ空軍所属のアメリカ人の父の間に生まれた。彼が幼い頃に家族はアメリカに移住し、その後も各地を転々とした後、最終的にワシントンD.C.に定住した。彼は幼い頃から才能あるアスリートで、水泳と棒高跳びで競技していた。彼と弟のアールは、10代の頃に友人であり将来のバンド仲間となるドクター・ノウとダリル・ジェニファーと共に、地元ワシントンD.C.の音楽シーンに参入した。H.R.は初期のニックネームで、当初は「狩猟竿」の略であったが、後に「人権」の略に改められた。

## 経歴
H.R.と彼のバンド仲間は、1979年頃、キャピタル・センターでボブ・マーリーのコンサートを観た後、ラスタファリ運動に傾倒した。この精神的志向は、彼のボーカルを通してバッド・ブレインズの音楽に影響を与え、レゲエバンド「ヒューマン・ライツ」（通称H.R.）の結成にも影響を与えた。
彼のソロ作品はレゲエが中心であるが、ロックやその他の音楽ジャンルも探求している。SSTレコードから数多くのアルバムをリリースしている。バッド・ブレインズのコンサートをヴィレッジ・ヴォイスがレビューした際、H.R.のステージ上の存在感は「まるでジェームス・ブラウンが暴走したかのようで、スピン、ダイブ、バックフリップ、スプリット、スカンクといったハイパーキネティックなレパートリーを披露していた」と評された。
H.R. は、アルバム Right Back の曲「New Sun」で Long Beach Dub Allstars とコラボレーションし、アルバム Satellite の曲「Without Jah, Nothin'」では P.O.D.とコラボレーションした。
近年、H.R.の「ヒューマン・ライツ」でのパフォーマンスは、レゲエを中心とし、より穏やかで落ち着いた雰囲気へと変化している。これは、1970年代後半から1980年代にかけての、彼の熱狂的でアグレッシブなステージパフォーマンスとは、著しい対照をなしている。
2006年のドキュメンタリー映画『アメリカン・ハードコア』では、H.R.のインタビューが大きな部分を占めており、彼はニューヨークとワシントンD.C.におけるハードコアシーンの黎明期、そしてマイナー・スレットやクロマグスといった同世代のバンドとの交流について語っている。特に彼は、イアン・マッケイにマイナー・スレットの台頭しつつあったストレートエッジの哲学をしっかりと表現するよう促し、若者たちに前向きな方向性を与えたことを回想している。2012年のドキュメンタリー映画『バッド・ブレインズ：ア・バンド・イン・DC』では、演奏中にバイクのヘルメットをかぶり、歌わないといったH.R.の奇行が、バンドの他のメンバーとの軋轢を生んだことが描かれている。
2016年後半、映画『Finding Joseph I: The HR From Bad Brains Documentary』がヨーロッパとアメリカで初公開された。ジェームズ・ラソス監督によるこのドキュメンタリーは、H.R.本人をはじめ、他のミュージシャン、仲間、家族へのインタビューを収録し、彼の人生、苦悩、そして哲学、特に「PMA」（ポジティブ・メンタル・アティテュード）を描いている。映画のコンパニオンブックは、2017年1月にレッサー・ゴッズ社から出版された。
H.R.は、「モッシング」という用語を生み出した人物としても知られている。これは、1980年代初頭にワシントンD.C.のハードコアパンクの会場で初めて登場したダンススタイルを指している。当初は、バッド・ブレインのコンテンポラリー・バンド、スクリームの1982年の曲「トータル・マッシュ」のタイトルにも見られるように、「マッシング」と呼ばれていましたが、H.R.のジャマイカ訛りの発音を観客が誤解したことから、徐々に「モッシング」という名称で知られるようになった。

## 著書
ハードコアのパイオニア、バッド・ブレインズの伝説的ミュージシャン兼パフォーマー、HRが、パンクイラストレーターのHECreativeと共同で、初の児童書を出版した。本書は、ポジティブ思考をテーマに、HRが40年以上にわたり伝えてきた「ポジティブ・メンタル・アティテュード」のメッセージを未来の大人たちに伝える内容となっている。

## 私生活
H.R.には以前のパートナーとの間に成人した子供がおり、2012年からロリ・カーンズと結婚している。
2016年に、H.R.の妻ロリは、H.R.が散発的で耐え難い頭痛を引き起こすまれな神経疾患であるSUNCT症候群を患っていることを明らかにした。彼は2017年初頭に頭痛を軽減するために脳手術を受けた。2023年に、彼は手術が中程度の成功率しかなく、頭痛が続いていることを明らかにした。彼はまた、統合失調感情障害も患っている。

## ディスコグラフィ
H.R.とバッド・ブレインズのディスコグラフィに関しては、en:Bad Brains discographyを参照。
- It's About Luv  (Olive Tree, 1985)
- Keep Out of Reach (Olive Tree, 1986)
- Human Rights (Olive Tree/SST, 1987)
- Singin' in the Heart (SST, 1989)
- Charge (SST, 1990)
- I Luv (1991)
- Rock of Enoch (1992)
- Our Faith (1992)
- Hey Wella (2007)
- Out of Bounds (D.I.A, 2012)
- HR in Dubb (D.I.A./Hamma, 2013)
- HR Live at CBGB's 1984 (Catch a Fire Music, 2017)
- Give Thanks (Hardline Entertainment, 2019)

### 他のアーティストのアルバムへの参加
- "Heroes" and "Heroes Part 2" on Return from Incas by Lost Generation (Incas, 1984)
- "Zion", "Zion Dub" and "Road to Zion (Highest Region Dub)" on Zion by Zion Train (Olive Tree, 1986)
- "New Sun" on Right Back by Long Beach Dub Allstars (DreamWorks, 1999)
- "Black Eye" on 77 003 by Bargain Music (Beatville, 1999)
- "Like a Lily" on Se Viene El Bum by Lumumba (Gora Herriak, 1999)
- "Without Jah, Nothin'" on Satellite by P.O.D. (Atlantic, 2001)
- "Shame in Dem Game" on Everything Under the Sun by Sublime (Geffen, 2006)
- "Yummy, Yummy, Yummy", "More and More" and "Hip Hip Hooray" on The Epic Trilogy by Gone (SST, 2007)
- "Riya" on The Hour of Reprisal by Ill Bill (Uncle Howie, 2008)
- "Forty Deuce Hebrew" on The Grimy Awards by Ill Bill (Fat Beats, 2013)
- "Lucky Rabbit" on Pains by Islander (Victory, 2013)
- "Chant It Down" on Chaliwa by New Zion Trio (Veal, 2013)
- "Kumbaya" on Luicidal by Luicidal (DC-Jam, 2014)
- "Think It Over" on Power Under Control by Islander (Victory, 2016)
- "The Right to Swerve" on Lore of the Riff by Time Crystal Wizard (Rancho De La Luna Records, 2021)
- "Skateboard Flowers" on It's Not Easy Being Human by Islander (Better Noise, 2022)
- "The Era of the End of Eras" on Solidaritine by Gogol Bordello
- "Breathe" and "Chant" and "Listen" on Ras Asana by I Yahn I Arkestra and  Chuck Treece  (2017 Inity Records)